# Jegenstorf
Jegenstorf est une commune suisse du canton de Berne, située dans l'arrondissement administratif de Berne-Mittelland.

## Toponymie
La plus ancienne occurrence du toponyme, Igistorf, date de 1131. Il connaît par la suite plusieurs variations : Egistor (1177), Eigistorf (1180), Jegistorf (1220), Egestorf (1223), Yegistorf (1229) et enfin Jegenstorf (1299). Le préfixe Ego ou Igo correspondrait au nom d'une personne en vieux haut-allemand, tandis que le suffixe Dorf (et sa variation dialectale -torf) veut dire village.
Jegenstorf signifie donc le village d'Ego ou d'Igo.

## Héraldique
Parti mi-coupé, à senestre d'argent pignonné de trois montants de gueules, à dextre de gueules pignonné d'un montant d'argent. (trad.)
Les armoiries actuelles, créées en 1939, sont une combinaison de deux armoiries de 1719.

## Géographie
Jegenstorf se trouve à 12 km à vol d'oiseau au nord-nord-est de la ville de Berne, à 527 m d'altitude, sur le Plateau suisse.
Le village est situé dans une vase dépression sur le bord ouest du plateau de Rapperswil, de part et d'autre d'un ruisseau qui se jette peu après dans l'Urtenen (un affluent de l'Emme). Le territoire de la commune, au relief peu prononcé, s'étend sur 8,9 km2. Sa partie est forme une plaine bordée en partie par l'Urtenen. La partie ouest se prolonge sur le plateau légèrement vallonné de Rapperswil, qui a été façonné par le glacier du Rhône lors de l'ère glaciaire. Elle présente de nombreuses moraines telles que le Bimer (553 m) et le Galgenhoger (557 m), qui s'élèvent respectivement au nord et au sud de la cuvette créée par le ruisseau qui traverse le village. D'anciennes surfaces marécageuses (Moos, Obermatte et Silberenfeld), bordées par des collines boisées (Boll, Heschberg et Eichlerenwald) et la butte de Ballmoos, se trouvent à l'ouest de cette crête. Le point culminant de Jegenstorf se trouve sur la colline boisée de Buechholz, à 580 m. d'altitude. Au nord, le territoire de la commune va jusqu'au Hambüelwald.
En 2004, la commune comptait 63,5 % de surfaces agricoles, 23,4 % de surfaces boisées, 12,1 %  de surfaces d'habitat et d'infrastructures et 1 % de surfaces improductives.
Différents quartiers d'habitation étendus, la localité de Ballmoos et des fermes isolées font également partie de Jegenstorf.
Les communes limitrophes sont Deisswil bei Münchenbuchsee, Etzelkofen, Fraubrunnen, Hindelbank, Iffwil, Kernenried, Mattstetten, Messen, Rapperswil, Urtenen-Schönbühl, Wiggiswil et Zuzwil.

## Démographie
Jegenstorf compte 5 774 habitants (état le 1er janvier 2021), ce qui la classe parmi les communes moyennement peuplées du canton de Berne.
La croissance de la population a été lente mais continue tout au long du XXe siècle. Elle s'est fortement accélérée à partir des années 1960 : entre 1960 et 1970, le nombre d'habitants a plus que doublé et quasiment triplé de 1960 à 2000. Entre 1990 et 2000, l'augmentation de la population a ralenti, mais elle a connu une hausse de plus de 20 % depuis lors.
En 2018, la commune recensait 10 % d'étrangers.
En 2000, 93,6 % de la population indiquait l'allemand comme langue principale, 1,1 % le français et 1,1 % l'albanais.
Le taux de chômage s'élevait en moyenne à 1,5 % sur l'année 2020 et 2,6 % des résidents bénéficiaient de l'aide sociale en 2018.

## Politique
Jegenstorf est gouvernée par une Assemblée communale (Gemeindeversammlung) et un Conseil communal (Gemeinderat) de 7 membres (résultat des élections de novembre 2020: 3 PS, 1 UDC, 1 PBD, 1 PLR et 1 PEV).
Lors de l'élection de 2019 au Conseil national, l'UDC a obtenu 22,3 % des voix, le PS 18,3 %, le PBD 11,9 %, les Vert'libéraux 11,8 %, les Verts 11,6 %, le PLR 9,9 %, le PEV 7,3 %, le PDC 1,9 % et l'UDF 1,6 %.

## Économie
Jusqu'au XXe siècle et pendant une bonne partie de celui-ci, Jegenstorf était un village largement agricole. L'artisanat et le commerce ont toujours répondu aux besoins de l'agriculture. Ce n'est qu'en 1918, avec la création d'une entreprise de métrologie, qu'on a assisté à un début d'industrialisation. Aujourd'hui (état le 1er janvier 2020) la commune compte 2 293 emplois. Grâce aux sols fertiles, 4,3 % de la population active travaille encore dans le secteur primaire (cultures, production laitière et élevage), 13 % des actifs travaillent dans le secteur secondaire (industrie), tandis que le secteur tertiaire (services) rassemble plus de 82 % de la main-d’œuvre.
Depuis le début des années 1970, des zones commerciales se sont développées au nord et au sud du village. Elles accueillent des entreprises des secteurs de la métrologie et de l'électronique grand public (Interdiscount), de la construction, de l'industrie électronique, des technologies de l'information, de la transformation du bois et de la transformation alimentaire, ainsi que des ateliers mécaniques.
Jegenstorf assure une fonction de centre pour les alentours. Une filiale de la banque Valiant y a une filiale et elle abrite une école secondaire. En 1891, un hôpital de district y est inauguré. Il déménage dans un nouveau bâtiment en 1977, est agrandi en 1990, mais doit fermer en 1999.
Ces dernières décennies, le village est devenu une commune résidentielle. De nombreux résidents actifs sont aussi des pendulaires qui travaillent principalement dans les agglomérations de Berne ou de Soleure.

## Transports
La commune est bien reliée au système de transports. Elle jouxte l'ancienne route principale reliant Berne à Soleure et l'accès le plus proche aux autoroutes A1 (Berne-Zurich, sortie 39 Kirchberg) et A6 (Berne-Bienne, sortie 9 Schönbühl) est à environ 4 km du centre du village. La mise en service du tronçon entre Zollikofen et Soleure le 10 avril 1916, qui est aujourd'hui exploité par la compagnie RBS, dote Jegenstorf d'une gare. Sur le plan local, une ligne de car postal relie Jegenstorf à Messen et Hindelbank.

## Écoles
Jegenstorf abrite deux grandes écoles : l'école Säget, qui accueille les écoliers du primaire, et l'école Gyrisberg, qui accueille des élèves du primaire et du secondaire.

## Histoire

Vue aérienne prise à 300 m par Walter Mittelholzer (1925)

Le territoire de la commune de Jegenstorf a été habité très tôt dans l'histoire : des fouilles menées dans onze tumulus celtiques de la forêt de Hurschwald, datant de la fin premier âge du fer (750 à 480 av. J.-C.), ont révélé de riches offrandes (bijoux et céramique). On a également trouvé des vestiges d'une villa gallo-romaine près de l'église du village.
Au Moyen Âge, le village de Jegenstorf fut le siège d'une famille de ministériels au service des Zähringen, les von Jegistorf. Le donjon de leur château à douves, édifié au début du XIIe siècle, peut toujours être vu. Plus tard, la seigneurerie de Jegenstorf passa sous la suzeraineté des comtes de Kybourg, puis dès 1300 pour une partie à la famille von Erlach et totalement au XVe siècle Elle passa entre plusieurs mains du XVIe au XVIIIe siècle
Sous les Bernois (depuis 1406), le village dépendait de la juridiction de Zollikofen. Après la chute de l'Ancien Régime (1798), Jegenstorf dépendit du district de Zollikofen pendant la République helvétique, puis du bailliage de Fraubrunnen à partir de 1803 (date de l'Acte de Médiation), lequel devint un district administratif avec la nouvelle constitution de 1831.
Jegenstorf souffrit de graves incendies en 1754 et 1820.
L'ancienne commune de Ballmoos est rattachée à Jegenstorf le 1er janvier 2010. Celles de Münchringen et Scheunen le sont le 1er janvier 2014.

## Patrimoine
Le bâtiment actuel de l'église réformée Sankt Maria (dédiée à la Vierge), de style gothique tardif, date de 1515, avec des vitraux des XVIe et XVIIe siècles Sa tour frontale remonte au bâtiment précédent, dont les traces sont attestées dès 1180.
Le château de Jegenstorf est le symbole de la commune. Édifié au début du XIIe siècle, il fut transformé en maison de campagne de style baroque vers 1720.
On peut encore admirer de nombreuses fermes des XVIIIe et XIXe siècles caractéristiques du style bernois dans le vieux centre de Jegenstorf.
Voir également la Liste des constructions présentant un intérêt historique ou architectural à Jegenstorf (de).

## Images

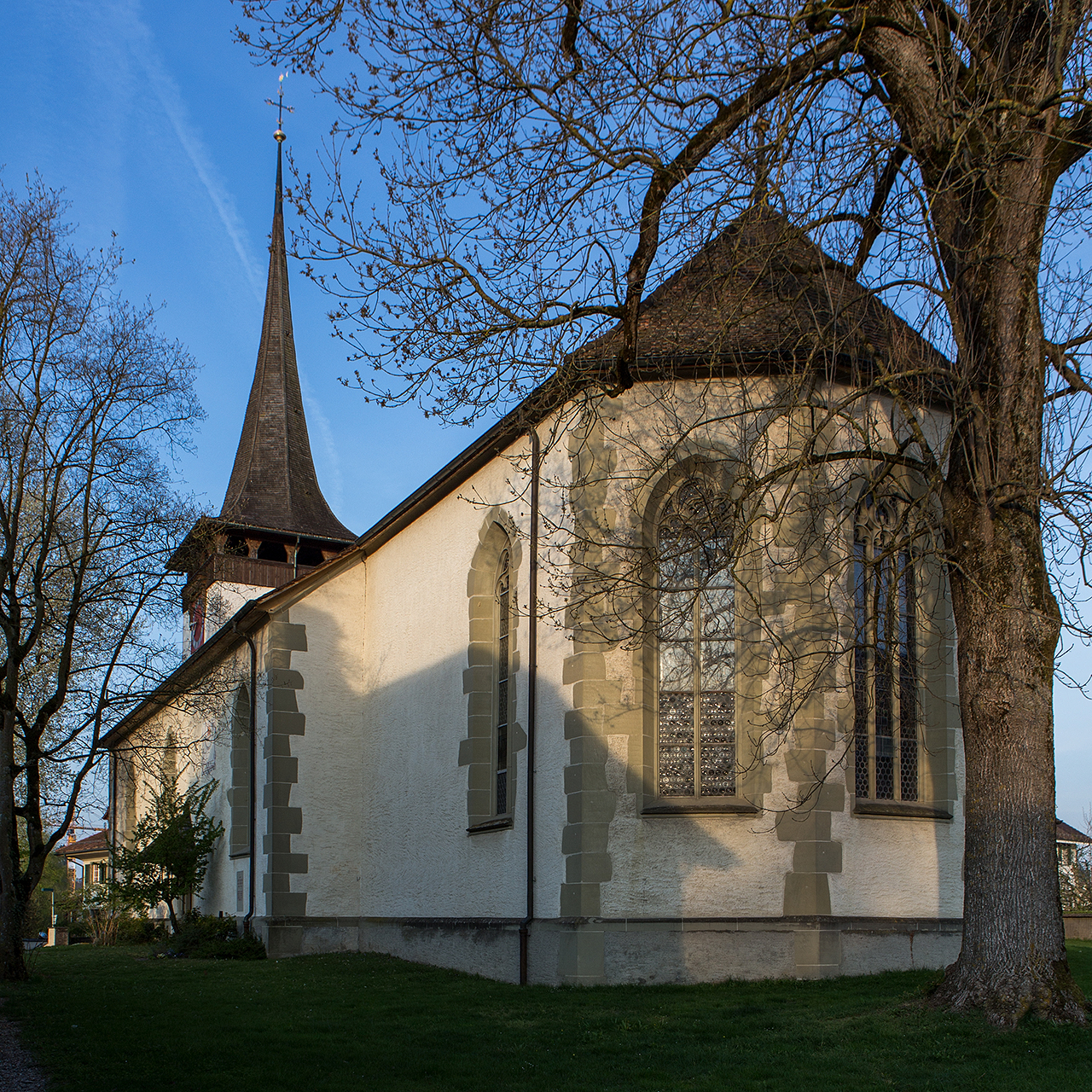
Église réformée
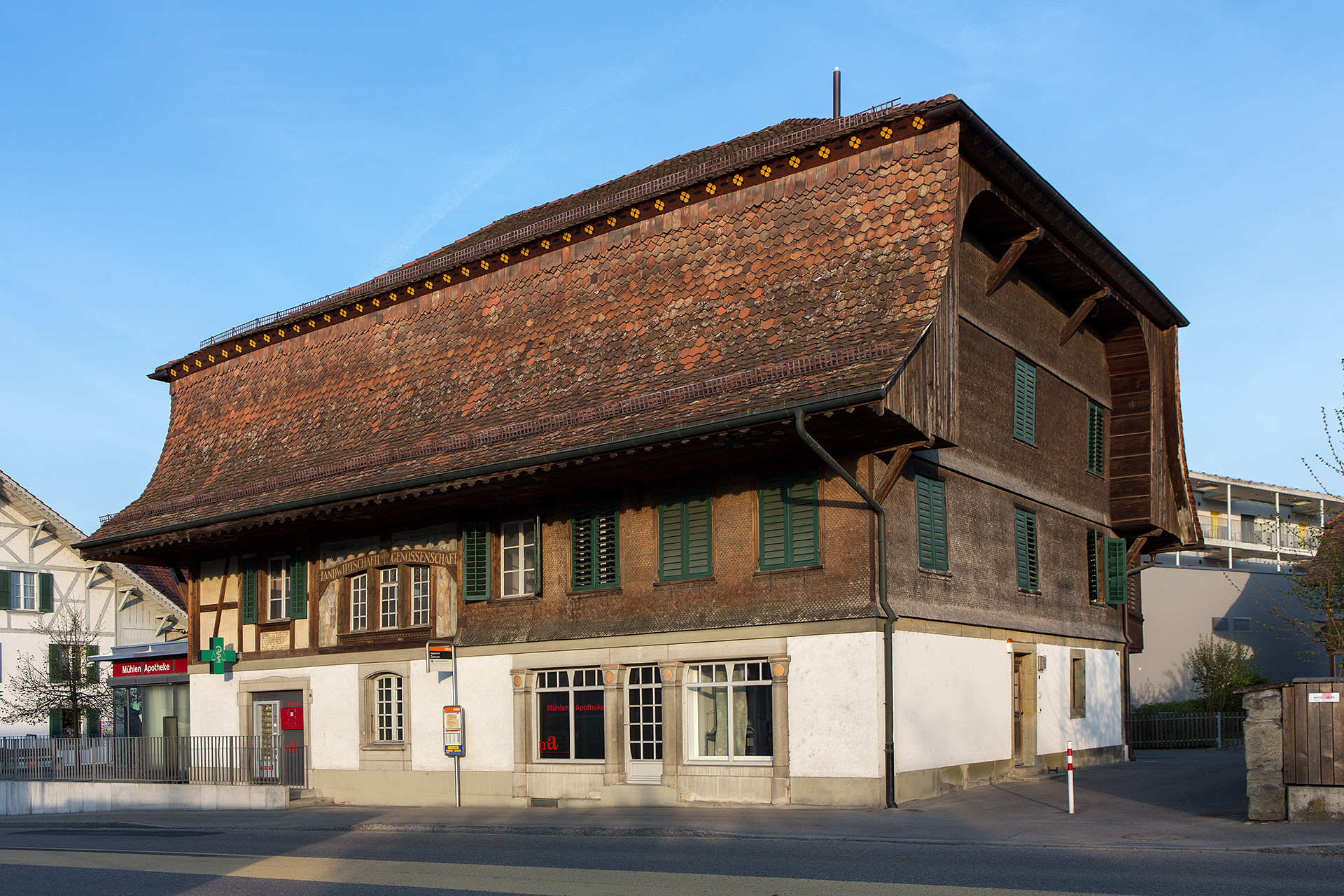
Ancienne grange à dîme
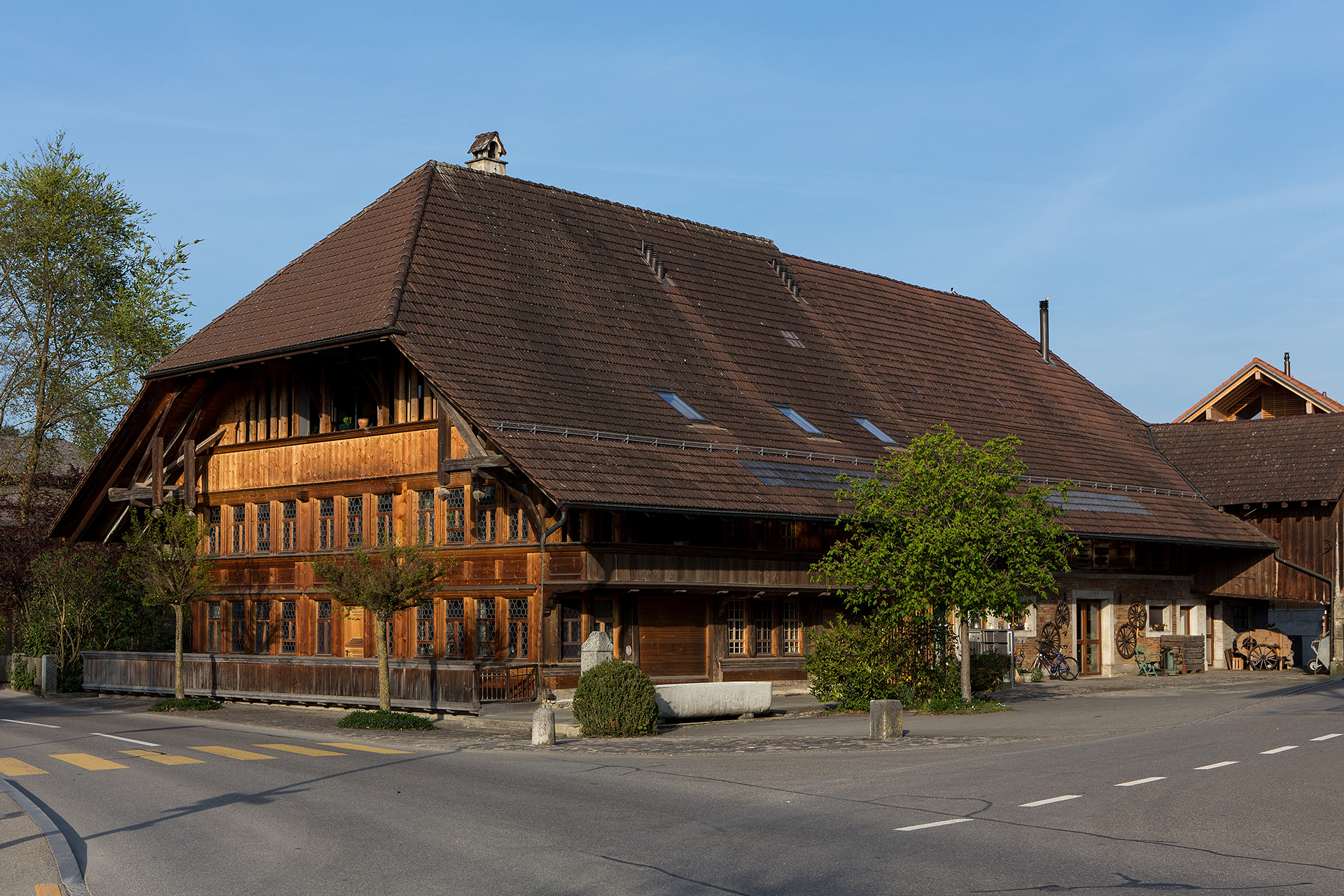
Maison Weyeneth
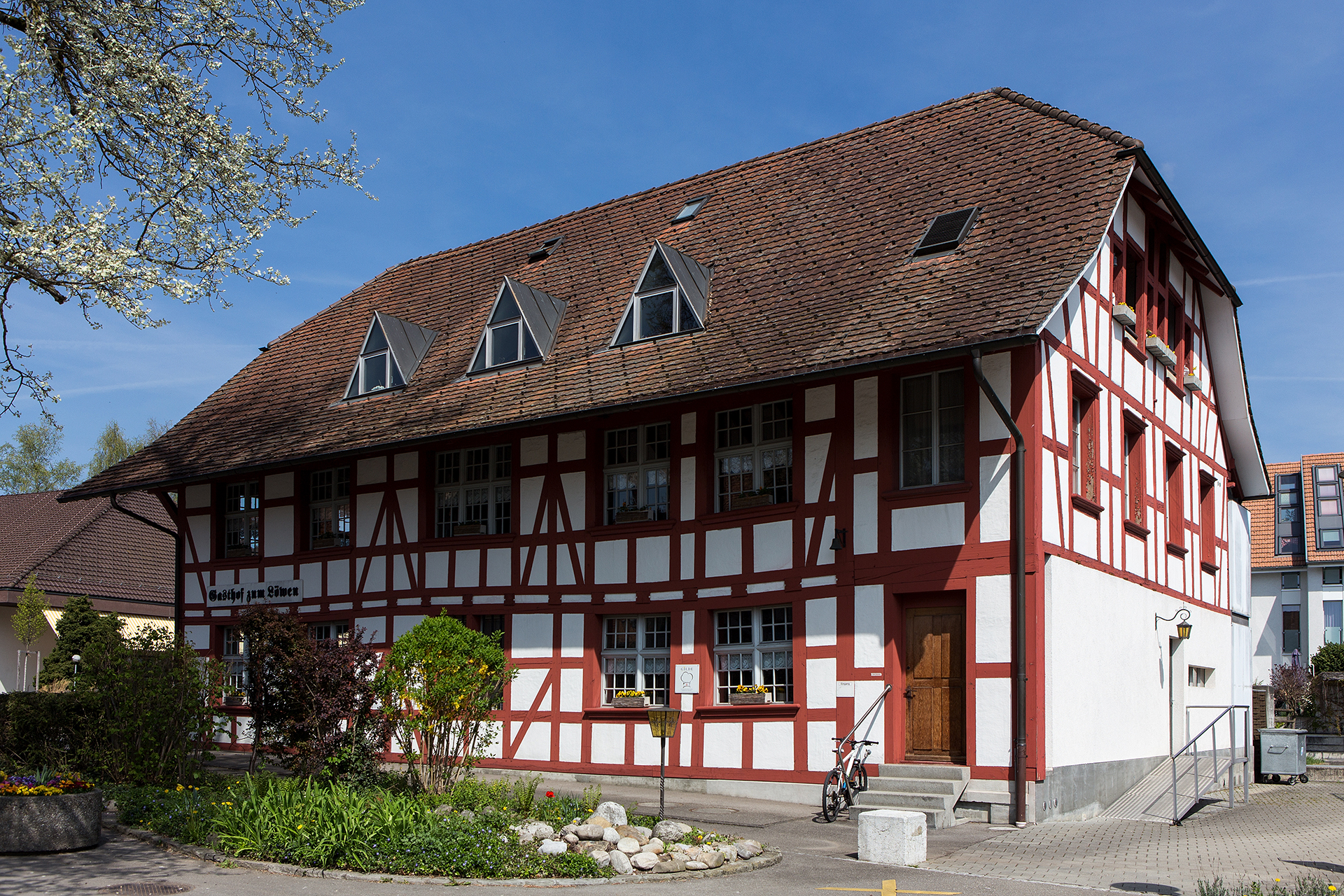
Auberge zum Löwen

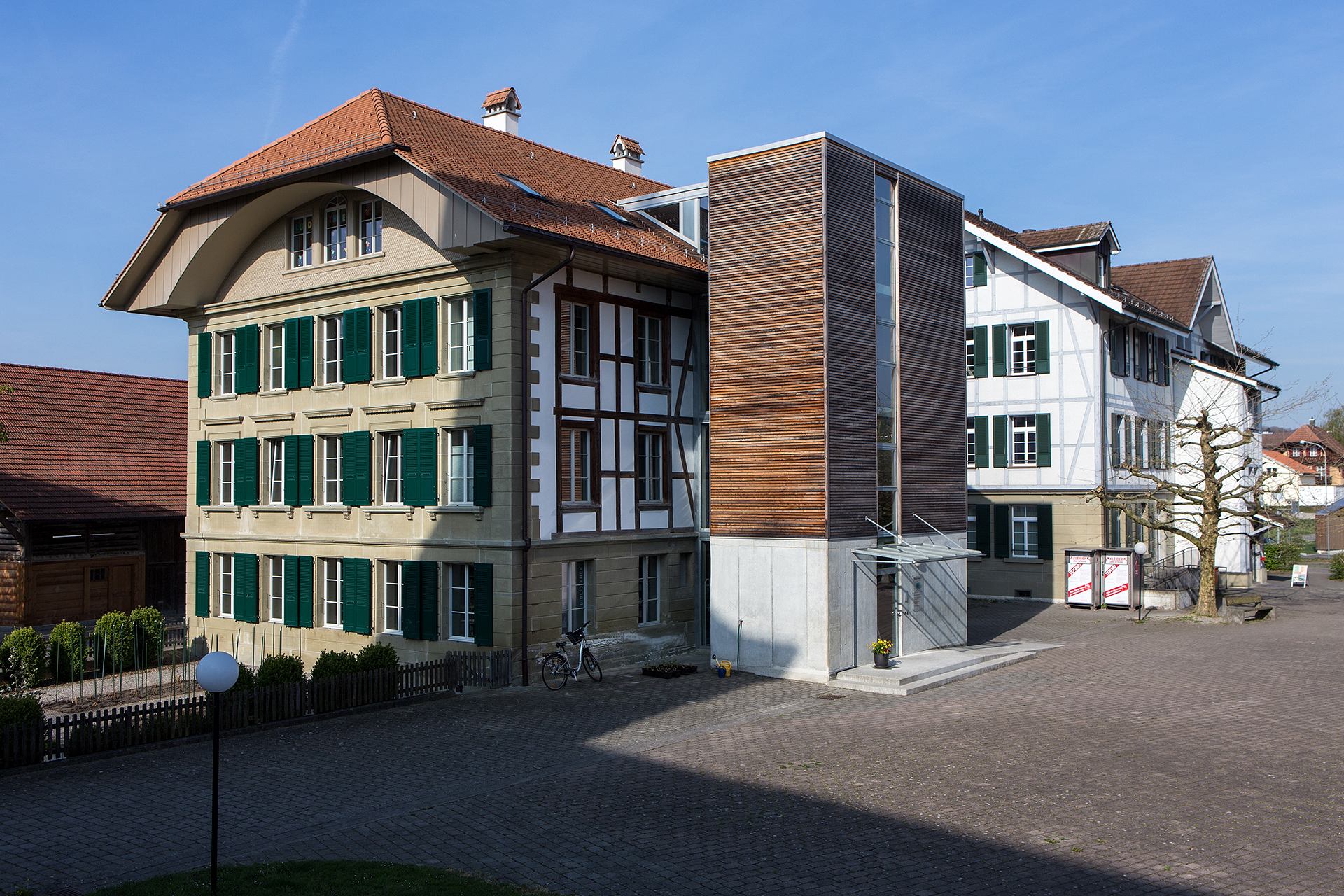
Anciennes écoles
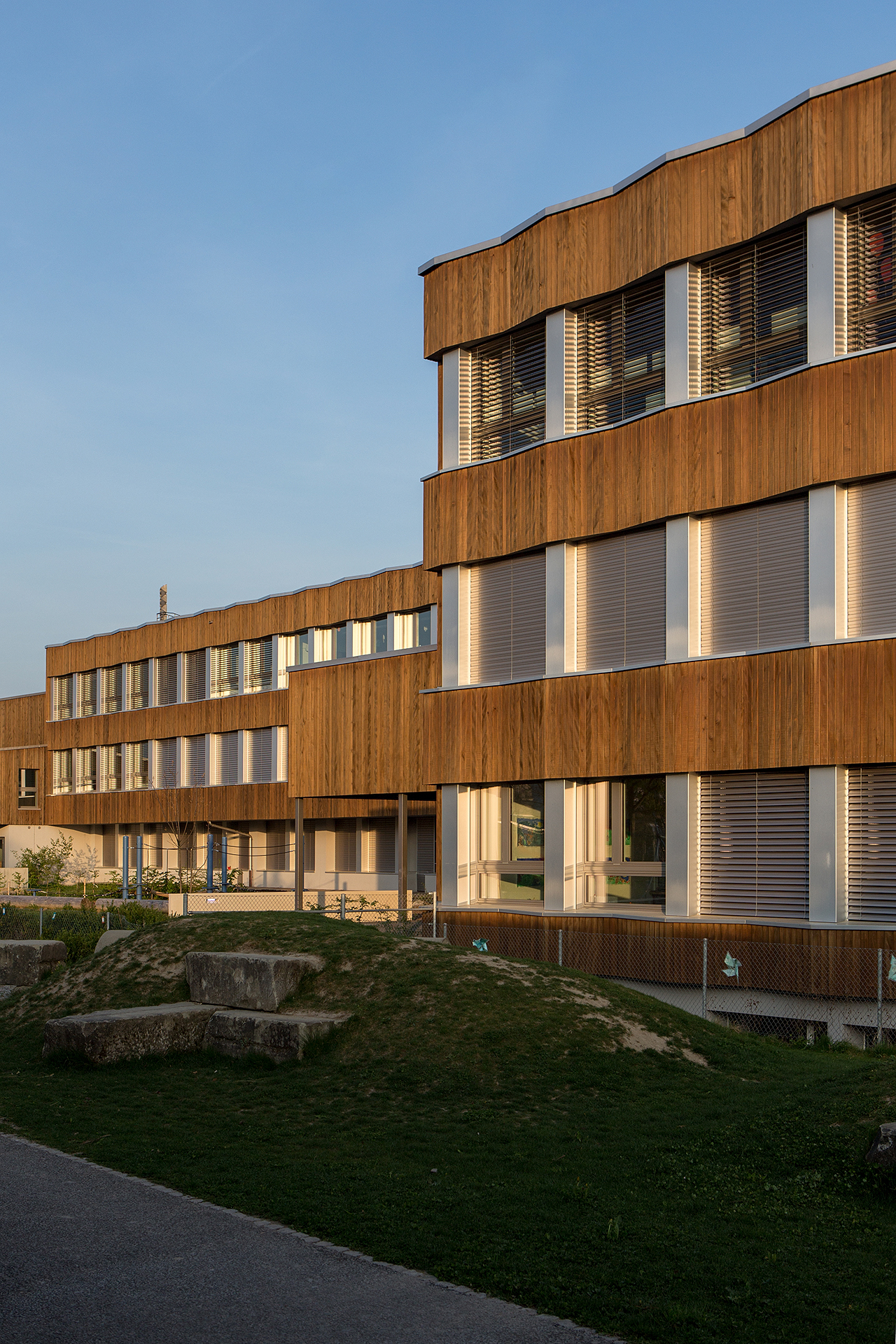
École Säget
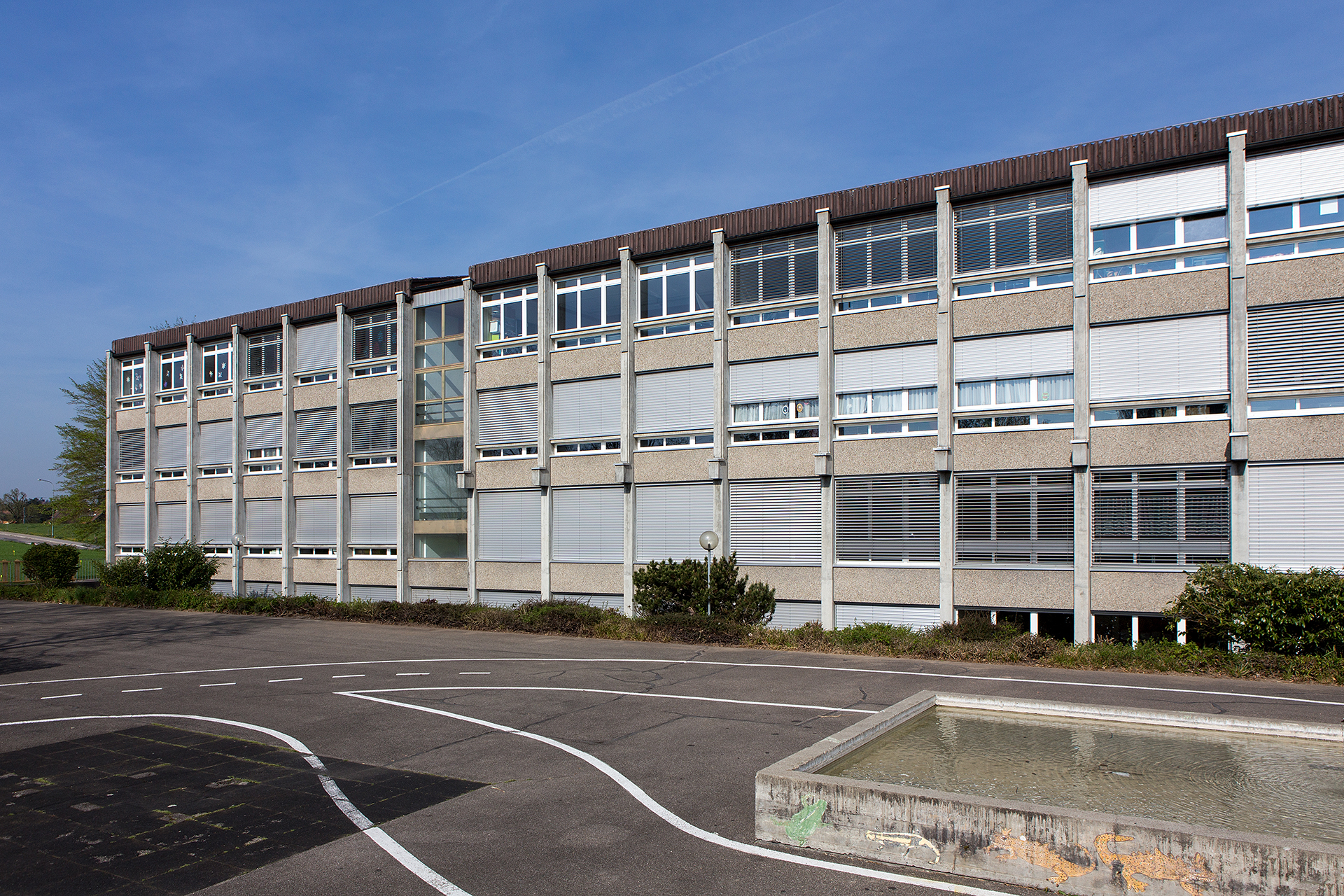
École Gyrisberg
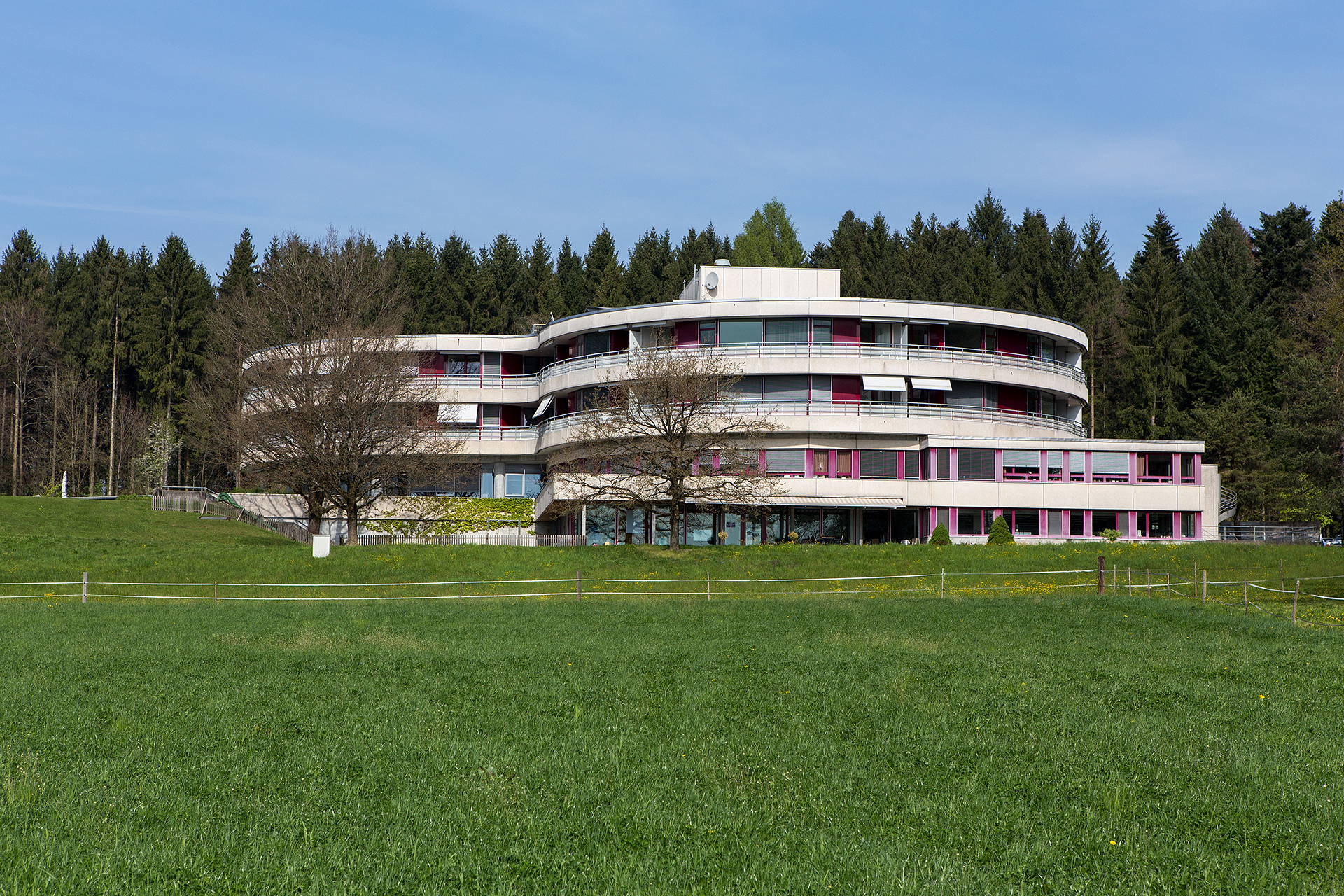
EMS Rotonda (ancien hôpital)